# Советская Чувашия
«Сове́тская Чува́шия» — официальная главная русскоязычная общественно-политическая газета Чувашской Республики. Выходит на русском языке 3 раза в неделю по вторникам, четвергам и пятницам. Распространяется по подписке и в розницу.

## История

### 1917 — 1923
Датой рождения газеты считается день выхода в свет первого номера газеты «Чебоксарская правда» — 10 апреля 1917 года. «Чебоксарская правда» была первой советской газетой на территории Чувашского края, выходившей на русском языке. Издавал её Чебоксарский Совет рабочих и солдатских депутатов. Первым редактором «Чебоксарской правды» стал Карл Грасис — латышский революционер, находившийся в Чебоксарах в ссылке под надзором полиции. Он создал здесь совет рабочих и солдатских депутатов, и новому органу требовалась своя газета. Через 3 месяца в России произошёл контр-переворот, Грасис был арестован, газета выходить перестала. Последний номер вышел 30 июня 1917 года; всего было выпущено 24 номера.
С подзаголовком «Орган чебоксарских интеллигентов» с 24 июня 1917 года в Чебоксарах на русском языке также выходила газета «Чебоксарская жизнь», в котором печатались материалы в поддержку политики Временного правительства. 3 августа 1917 Чебоксарское земское собрание постановило издание газеты передать в ведение земства, которое выпускало газету до её закрытия — до середины августа 1917 года.
С января по апрель 1919 года в Чебоксарах на русском языке издавалась газета «Зарево коммунизма» — орган Чебоксарского уездного комитета РКП(б) и исполкома уездного Совета. Решением Казанского губкома РКП(б) газета была закрыта за отсутствием средств на издание.
11 июля 1920 года на русском языке вышел первый номер газеты «Известия Революционного Комитета Автономной Чувашской области РСФСР», редактором которого был назначен Александр Петрович Лбов (1888-1975).  «Известия Ревкома ЧАО» печатались в бывшей частной типографии Ф. Н. Доброхотова, ставшей после национализации уездной, затем областной. Газета под названием «Известия областного исполнительного комитета Автономной Чувашской области РСФСР» выходила до конца 1921 года.
С 1 января 1922 года газета вышла под названием «Чувашский край», как орган Чувашского обкома РКП(б) и областного исполкома. Издавалась по октябрь 1923 года. В газете публиковались статьи по вопросам партийного, советского и хозяйственного строительства. Тираж газеты достигал 3000 экземпляров. Газета была печатным органом Чувашского обкома РКП(б) и облисполкома. При газете в этот период зародился первый сатирический журнал Чувашии «Красное жало».

### Трудовая газета
В дальнейшем в Чувашии русскоязычная газета появилась только в 1925 году — после присоединения к Чувашской АССР Алатырского уезда. С 30 сентября 1925 года в соответствии с решением Чувашского обкома РКП(б) на базе печатного органа Алатырского укома партии и уисполкома — «Трудовой газеты» началось издание республиканской русскоязычной общественно-политической газеты.  Бывшая местная газета стала органом Обкома ВКП(б), Чувашского ЦИКа и Алатырского Укома и Уисполкома. По 2 октября 1929 года она являлась объединённой республиканской и уездной газетой, выходила в Алатыре.

### Красная Чувашия
С 17 октября 1929 г. издавалась в Чебоксарах как республиканская газета под названием «Красная Чувашия».
С февраля 1936 года до июля 1937 года редактором газеты был М. Морозов. С июля по декабрь 1937 года - П. Ф. Смирнов. С февраля по июнь 1938 года - П. П. Петров. С июня 1938 по июнь 1939 - Т. А. Ахазов.
Газета выходила с данным названием до декабря 1951 г.

### Советская Чувашия
С 1 января 1952 года издаётся под названием «Советская Чувашия». Указом Президиума Верховного Совета СССР от 24 января 1968 года газета была награждена орденом «Знак Почета». В 1977 она удостоена Почетной грамоты Президиума Верховного совета РСФСР. До августа 1991 г. являлась органом Чувашского обкома КПСС, Верховного Совета и Совета Министров Чувашской АССР.

### После 1991
С сентября 1991 г. учредителями газеты были Верховный Совет и Совет министров Чувашской ССР, с февраля 1992 г. — Верховный Совет и Совет министров Чувашской Республики, с апреля 1994 г. — Кабинет министров Чувашской Республики, с сентября 1994 г. — Кабинет министров Чувашской Республики и коллектив редакции газеты, с февраля 1995 г. — коллектив редакции газеты, с августа 1995 г. — ГУП Чувашской Республики "Газета «Советская Чувашия». С декабря 2009 г. учредителями газеты являются Кабинет Министров и ОАО "Газета «Советская Чувашия».

## Рубрики
| - Большая семья - Власть на месте - Вопрос-ответ - Жизнь после славы - Коллизия - Колумнисты - Криминал - Культура | - Люди на слуху и на виду - Некролог - Новости - Опрос недели - Очевидец - Пенсионная среда - Письма читателей - Политика | - Право - Семья - Спорт - Статьи партнёров - Фотофакт - Экономика - Экспертиза - Эстафета «СЧ» |